# فيغور
فيغور (بالإنجليزية: Vigor)‏ هي لعبة إطلاق نار مجانية أونلاين من تطوير شركة بوهيميا إنتراكتيف صدرت اللعبة في أغسطس 2019 وهي متاحة على منصات إكس بوكس ون، نينتندو سويتش، بلاي ستيشن 4 وبلاي ستيشن 5.